# Ernst Näf
Ernst Näf, né le 2 mai 1920 à Stäfa, est un coureur cycliste suisse. Professionnel de 1943 à 1947, il a remporté dix victoires, parmi lesquelles un titre de champion de Suisse sur route, le Championnat de Zurich et trois étapes du Tour de Suisse. 

## Palmarès
- 1943
  - 2e du championnat de Suisse sur route
  - 3e du Tour des 3 lacs
- 1944
  -  Champion de Suisse sur route
  -  Champion de Suisse de poursuite
  - Championnat de Zurich
  - Tour des Quatre-Cantons
  - 3e de Zurich-Lausanne
- 1945
  -  Champion de Suisse de poursuite
  - 3eb étape du Circuito del Norte
  - 3e du Championnat de Zurich
- 1946
  - Zurich-Lausanne
  - 2e du Tour du lac Léman
  - 3e du championnat de Suisse sur route
  - 7e du Championnat de Zurich
  - 8e du Tour de Suisse